# Wolterstorffina mirei
Wolterstorffina mirei är en groddjursart som först beskrevs av Perret 1971.  Wolterstorffina mirei ingår i släktet Wolterstorffina och familjen paddor. IUCN kategoriserar arten globalt som starkt hotad. Inga underarter finns listade i Catalogue of Life.